# ABC News Radio
A ABC News Radio é o serviço de rádio da ABC News, uma divisão da ABC Television Network nos Estados Unidos. Anteriormente conhecida como ABC Radio News, a ABC News Radio se alimenta, através da Skyview Networks, com noticiários da hora para seus afiliados. A ABC News Radio é a maior organização de notícias de rádio comercial dos EUA.
A ABC Radio transmitiu o primeiro relatório de transmissão do assassinato do presidente John F. Kennedy em 22 de novembro de 1963. Kennedy foi baleado em Dallas, Texas, às 18:30 UTC e Don Gardiner ancorou o boletim inicial às 18:36:50 UTC, minutos antes de qualquer outra rede de rádio ou televisão.

## História
Começando no final dos anos 50, a  ABC alimentou noticiários de hora em hora para afiliados a 5 minutos antes da hora, para contrastar com CBS Radio News e  NBC Radio News , que enviou seus noticiários para afiliados no topo de cada hora. Em 1º de janeiro de 1968, a singular rede de rádio ABC foi dividida em quatro serviços de programação separados e distintos. A "Rede Contemporânea Americana", em estações de música contemporânea de grande mercado, como a  WABC de Nova York, transmitiu notícias a 5 minutos antes da hora. As notícias da  American Information Network  estavam no topo da hora nas principais estações de comunicação e informação do mercado, como  KGO San Francisco. A  American FM Network , veiculada em estações FM de grande mercado como Nova York, transmitiu notícias voltadas para ouvintes adultos jovens aos 15 minutos de cada hora, enquanto a  American Entertainment Network  tinha notícias na parte inferior da hora, geralmente veiculadas por estações de música country AM, como  WBAP em Dallas-Fort Worth.
Antes da divisão, a ABC chegou a um acordo com a FCC sobre a regra "Chain Broadcasting", que forçou a venda da [NBC Blue Network]] e permitiu a criação da ABC em 1943. Cada uma das quatro redes poderia ser liberada somente quando não outra rede ABC estava no ar em um mercado particular. Embora cada uma das quatro novas "redes" fosse distribuída a todas as estações de rádio nacionalmente pela mesma linha telefônica com qualidade de transmissão, a mudança permitiu que a ABC tivesse até quatro filiais em uma cidade - uma grande vantagem competitiva e um ponto de virada dramático. na história da rádio de rede. Duas redes de notícias adicionais, "ABC Rock" e "ABC Direction", foram adicionadas em 4 de janeiro de 1982, após a rede se tornar um serviço de transmissão via satélite. A rede era rigorosa por insistir em que não houvesse transmissão simultânea de mais de uma única rede em um mercado, exceto durante a crise ou a cobertura de eventos especiais.
Após a venda da maioria dos recursos de rádio da ABC para a Citadel Broadcasting em 2007, a ABC Radio Network foi operada pela emissora como parte da divisão Citadel Media Networks e ainda distribuiu o conteúdo da ABC News. A Citadel Broadcasting foi posteriormente adquirida pela Cumulus Media. Em julho de 2014, a Cumulus anunciou que encerraria sua parceria com a ABC News e começaria uma nova parceria com a CNN para distribuir conteúdo de notícias através da nova rede Westwood One News para suas estações, começando em 1º de janeiro. , 2015. Por sua vez, a ABC anunciou que levaria a distribuição de seu conteúdo de rádio internamente sob a revitalização de Rádio ABC, com distribuição gerenciada pela Skyview Networks.

## Formato
Das seis redes, apenas Information, Entertainment e ABC FM News permanecem como serviços de noticiário separados hoje, com sua programação entregue via satélite. Os noticiários da rede "Informações" são esclarecidos nas principais estações do mercado. As notícias da rede de "entretenimento" vão ao ar principalmente nas estações de pequeno e médio porte. Os noticiários da ABC FM News são exibidos em um pequeno número de estações de música FM. Esses noticiários da ABC News Radio são originários dos escritórios da divisão de notícias em Nova York, Washington e Los Angeles e estão no ar exatamente no topo da hora. O formato padrão é o mesmo para todos os três, com a rede de entretenimento tendo histórias mais curtas e a rede de informações com histórias um pouco mais longas e mais cobertura global.
Soundbites individuais e pacotes de repórteres são enviados para estações via satélite e um site afiliado. Além dos noticiários de primeira hora, a ABC News também fornece aos seus afiliados de rádio manchetes, resumos e "relatórios de status" que vão ao ar em: 30, :50, :10 e :20 e :40 após a hora, além de relatórios especiais, cobertura de eventos especiais e programação longa.

## Notícias e comentários
A ABC News Radio produziu o News and Comment, um programa de formato longo duas vezes ao dia, oferecido pelo locutor Paul Harvey, que também lia as mensagens comerciais do programa em uma transição sem interrupções. Este programa originou-se de Chicago e começou sua corrida em 1951.
Em 1º de janeiro de 1968, News and Comment tornou-se parte da "American Entertainment Network" da ABC, embora o programa também fosse ouvido em estações afiliadas a todas as quatro redes da ABC, se a afiliada "Entertainment" não fosse tão poderosa quanto outra afiliada da ABC. um determinado mercado. Um spin-off de cinco minutos de duração, O resto da história, começou em maio de 1976 e foi oferecido aos afiliados no final da tarde, bem como nas manhãs de sábado.
Após a morte de Paul Harvey em 28 de fevereiro de 2009, Gil Gross, de San Francisco, foi apontado como o novo apresentador do News and Comment, enquanto o horário do Rest of the Story foi realizado por Doug Limerick. Pouco depois de suas nomeações, no entanto, Mike Huckabee foi contratado para hospedar seu próprio programa de comentários diários, o The Huckabee Report, oferecido a estações que carregavam os dois programas nos mesmos horários. Este programa, no entanto, foi produzido pela antiga ABC Radio Network, nesse ponto renomeado como Citadel Media, tornando-se finalmente a Cumulus Media e finalmente a Westwood One. Huckabee assumiu a distribuição do programa como um só digital em 2015.